# Frank Amankwah
Frank Amankwah, född den 29 december 1971 i Obuasi, Ghana, är en ghanansk fotbollsspelare som tog OS-brons i herrfotbollsturneringen vid de olympiska sommarspelen 1992 i Barcelona. 